# Tir als Jocs Olímpics d'estiu de 1920 - Rifle lliure, 300 metres tres posicions
La competició de rifle lliure 300 metres, 3 posicions va ser una de les vint-i-una proves del programa de Tir dels Jocs Olímpics d'Anvers de 1920. Es disputà el 31 de juliol de 1920 i hi van prendre part 40 tiradors procedents de 8 nacions diferents.

## Medallistes
| Or                  | Plata              | Bronze               |
| Morris Fisher (USA) | Niels Larsen (DEN) | Østen Østensen (NOR) |

## Participants
Sols es coneixen els resultats dels tiradors de les vuit millors nacions i segons "sports-reference.com" foren 40 tiradors de 8 nacions els que van participar en aquesta prova. Amb tot, les puntuacions de la prova de rifle lliure per equips sortien d'aquesta prova (la suma dels resultats dels cinc tiradors de cada nació). I com en aquesta prova hi van competir tiradors d'Itàlia, Espanya, Bèlgica, Grècia, Txecoslovàquia i Sud-àfrica també haurien d'haver competit en aquesta prova, fent un total de 70 tiradors de 14 nacions.

## Resultats
La puntuació màxima possible era 1.200 punts. La suma de les puntuacions d'aquesta prova determinaven la classificació de la prova de rifle lliure per equips.
| Pos. | Tirador                     | Punts |
| ---- | --------------------------- | ----- |
| 1    | Morris Fisher (USA)         | 996   |
| 2    | Niels Larsen (DEN)          | 989   |
| 3    | Østen Østensen (NOR)        | 980   |
| 4    | Carl Osburn (USA)           | 980   |
| 5    | Gudbrand Skatteboe (NOR)    | 975   |
| 5    | Lloyd Spooner (USA)         | 975   |
| 7    | Voitto Kolho (FIN)          | 974   |
| 7    | Mauritz Eriksson (SWE)      | 974   |
| -    | Vilho Vauhkonen (FIN)       | 966   |
| -    | Willis A. Lee (USA)         | 965   |
| -    | Fritz Kuchen (SUI)          | 961   |
| -    | Hugo Johansson (SWE)        | 961   |
| -    | Dennis Fenton (USA)         | 960   |
| -    | Gustave Amoudruz (SUI)      | 959   |
| -    | Albert Helgerud (NOR)       | 955   |
| -    | Lars Jørgen Madsen (DEN)    | 951   |
| -    | Werner Schneeberger (SUI)   | 947   |
| -    | Kalle Lappalainen (FIN)     | 945   |
| -    | Gerard van den Bergh (NED)  | 939   |
| -    | Veli Nieminen (FIN)         | 934   |
| -    | Olaf Sletten (NOR)          | 930   |
| -    | Achille Paroche (FRA)       | 929   |
| -    | Ulrich Fahrner (SUI)        | 925   |
| -    | Erik Blomqvist (SWE)        | 924   |
| -    | Peter Petersen (DEN)        | 923   |
| -    | Georges Roes (FRA)          | 909   |
| -    | Antonius Bouwens (NED)      | 909   |
| -    | Otto Olsen (NOR)            | 908   |
| -    | Bernhard Siegenthaler (SUI) | 906   |
| -    | André Parmentier (FRA)      | 905   |
| -    | Niels Laursen (DEN)         | 903   |
| -    | Viktor Knutsson (SWE)       | 896   |
| -    | Paul Colas (FRA)            | 893   |
| -    | Anton Andersen (DEN)        | 878   |
| -    | Jan Brussaard (NED)         | 866   |
| -    | Albert Regnier (FRA)        | 850   |
| -    | Magnus Wegelius (FIN)       | 849   |
| -    | Herman Bouwens (NED)        | 841   |
| -    | Leon Lagerlöf (SWE)         | 836   |
| -    | Cornelis van Dalen (NED)    | 828   |